# Jean Daillon
Pour les articles homonymes, voir Daillon et D'Aillon.

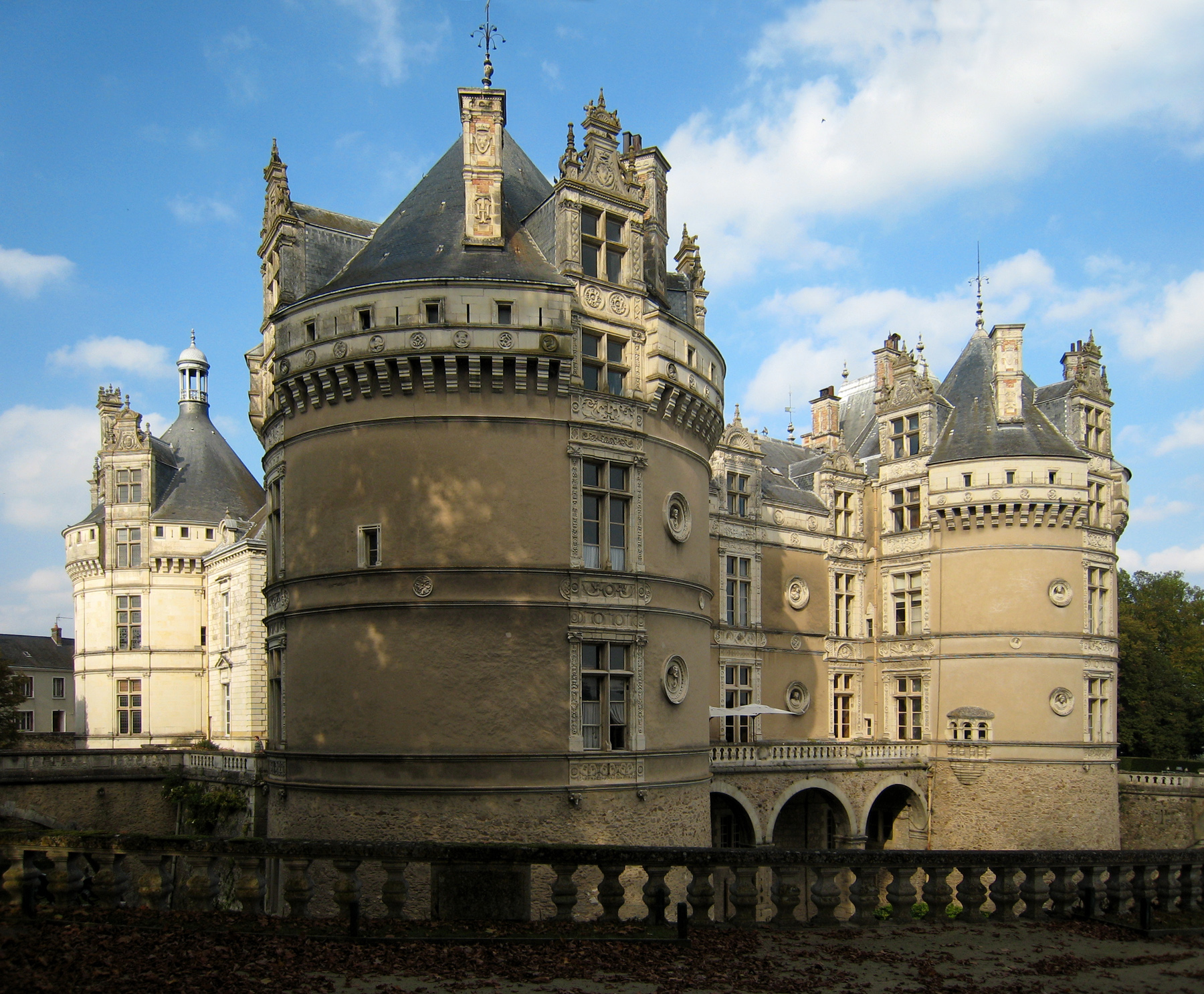
Le château du Lude, rénové sous Jean Daillon par Jean Gendrot.

Jean Daillon, Jehan Daillon, ou Jehan de Daillon (1423 à Bourges en France - 1481), est seigneur du Lude, chambellan du roi de France Louis XI, gouverneur du Dauphiné, de l'Artois, d'Alençon et du Perche. Il est également bailli de Cotentin.

## Biographie
Jehan Daillon est l'ami d'enfance du futur roi Louis XI, qui le surnomme dans ses lettres Jean des habillettes (habiletés).
En 1453, Jean Daillon prend le parti de Charles VII après avoir soutenu le dauphin, futur Louis XI. Mais Louis XI devenu roi, Jean Daillon doit se réfugier dans une grotte de la vallée de la Maulne pour échapper à la vengeance du nouveau souverain.
Après sept années de disgrâce, Louis XI lui accorde enfin son pardon et Daillon peut revenir auprès de son ami d'enfance. Il devient son chambellan.
En 1457, il acquiert de Guy de Carné le fief du Lude, qui reste dans la famille jusqu'en 1685. La même année, il aménage le château du Lude en un élégant palais princier. Ami du roi René d'Anjou, ce dernier lui présente Jean Gendrot, maître maçon du duc d'Anjou. Daillon lui confie la reconstruction du château en tant que "maître chargé des œuvres du sire du Lude".
En 1470, il est nommé bailli de Cotentin, jusqu'en 1474.
En 1474, il devient gouverneur de Dauphiné, après la mort du seigneur de Crussol et de Jean de Lescun, par lettres royales datées de Senlis du 7 mars 1474. 
En 1475, il reçoit pour le compte du Dauphiné l'hommage du prince d'Orange au titre du traité de Rouen (6 juin 1475), par lequel ce prince reconnaît la suzeraineté du Dauphin sur les États d'Orange.
Le 8 juin 1478, Louis XI lui confia la garde du Quesnoy.
En 1481, il obtient les seigneuries de Leuze et de Condé dans le comté de Hainaut, confisquées au duc de Nemours, ainsi que les seigneuries de La Ferté-Milon, Nogent et de Gézy-lès-Sens, prises à Jean de Chalon, prince d'Orange.
Le 22 novembre 1481, Jehan Daillon, alors gouverneur du Dauphiné, meurt. Le Lude revient à son fils Jacques Daillon, qui combattit dans les guerres d'Italie.
Son arrière-petit-fils  René est évêque de Luçon et de Bayeux.
Sa fille Louise, née de Marie de Laval-Loué, épouse André de Vivonne, fils de Germain de Vivonne et de Marguerite de Brosse.